# J. B. Hutto
Joseph Benjamin Hutto, noto come J. B. Hutto (Blackville, 26 aprile 1926 – Harvey, 12 giugno 1983), è stato un musicista e cantante statunitense, esponente della musica blues.

## Biografia
Nato nella Carolina del Sud, si trasferisce da piccolo con la famiglia in Georgia, dove inizia a cantare con i fratelli nel gruppo gospel Golden Crowns Gospel Singers. Negli anni '40 inizia a suonare a Chicago prima la batteria e poi la chitarra. Dopo un certo periodo, avvicinandosi a Elmore James, decide di dedicarsi esclusivamente alla slide guitar. Nel 1954 registra i primi brani con il nome J.B. Hutto & His Hawks.
Nel 1964, dopo alcuni anni, ritorna sulla scena con gli Hawks e suona in molti locali del South Side. Dopo la morte di Hound Dog Taylor, un altro grande chitarrista slide, si unisce agli Houserockers, il gruppo di Taylor, con cui inizia una prolifica collaborazione.
Suona moltissimo dal vivo anche in Europa e anche dopo la sua malattia. Viene sconfitto dal cancro nel giugno 1983.
È inserito nella Blues Hall of Fame.

## Discografia parziale
1. Masters of Modern Blues Vol. 2 (1966)
2. Hawk Squat (1968)
3. Slidewinder (1972)
4. Hip Shakin' - Live in London (1972)
5. Blues for Fonessa (1976)
6. Boogie with J. B. Hutto & Houserockers (1979)
7. Keeper of the Flame (1981)
8. Slidelinger (1983)
9. Slippin' and Slidin' (1983)
10. Bluemasters (1985)